# Rolf Serick
Rolf Serick (* 30. Juni 1922 in Göppingen; † 20. März 2000 in Puerto Plata, Dominikanische Republik) war ein deutscher Jurist.

## Leben und Wirken
Der Sohn des Finanzbeamten Willy Serick und seiner Ehefrau Martha (geb. Behrends) studierte in Wien und Tübingen, um anschließend als wissenschaftlicher Referent von 1949 bis 1956 am Max-Planck-Institut für ausländisches und internationales Privatrecht mit dem damaligen Sitz in Tübingen. Im Jahre 1956 heiratete er Lucia Schottlaender (1923–1991).
Seine Habilitation hatte er 1953 erworben. Im gleichen Jahr begann seine Lehrtätigkeit an der Universität Tübingen. An der Universität Heidelberg wurde er 1956 zum Ordinarius ernannt und lehrte dort bis 1987. Weiterhin war er auch an der Universität Stuttgart als Honorarprofessor tätig. 
Die von ihm verfassten wissenschaftlichen Werke haben den Schwerpunkt der Kreditsicherung in der modernen Wirtschaft. Darin wird ausführlich die Frage des Eigentumsvorbehalts und der Sicherungsübertragung behandelt. Diese Arbeiten wurden auch in die japanische Sprache übertragen.      
Im Jahre 1997 gründete er im Gedenken an seine verstorbene Ehefrau am 11. August die gemeinnützige Rolf und Lucia Serick-Stiftung, die sich der Literaturbeschaffung am Institut für ausländisches und internationales Privat- und Wirtschaftsrecht der Universität Heidelberg widmet und jährlich für herausragende Promotionen am Institut den Serick-Preis für Veröffentlichungen der Reihe Heidelberger rechtsvergleichende und wirtschaftsrechtliche Studien vergibt.

## Schriften (Auswahl)
- Durchgriffsprobleme bei Vertragsstörungen, Karlsruhe 1959
- Handels- und Wirtschaftsrecht der Länder des Gemeinsamen Marktes, Band 1: Das Recht der Handelsgesellschaften, mit Philipp Möhring,  Frankfurt/Main 1963
- Eigentumsvorbehalt und Sicherungsübertragung, Bd. 1–6, Heidelberg, 1963
- Die Rechtsfigur des nominee im anglo-amerikanischen Gesellschaftsrecht, Tübingen 1963
- Kollisionen zwischen der dinglichen Sicherung von Lieferantenkredit und Bankkredit, 1964
- Rechtsvergleichung und Rechtsvereinheitlichung. Festschrift zum 50jährigen Bestehen des Instituts für ausländisches und internationales Privat- und Wirtschaftsrecht der Universität Heidelberg mit Eduard Wahl und Hubert Niederländer als Hrsg., Heidelberg, 1967
- Rechtsform und Realität Juristischer Personen, Tübingen 1980, ISBN 3-16-643082-2
- Deutsche Mobiliarsicherheiten .Aufriß und Grundgedanken, Heidelberg 1988
- Le garanzie mobiliari nel diritto tedesco, Milano 1990, ISBN 88-14-02348-4
- Securities in Movables in German Law: An Outline, New York 1990, ISBN 90-6544-481-5
- Verlängerungs- und Erweiterungsformen des Eigentumsvorbehaltes und der Sicherungsübertragung, Heidelberg 1991, ISBN 3-8005-6997-3
- Die einfache Sicherungsübertragung I., Heidelberg 1991, ISBN 3-8005-6135-2